# Acantholimon solidum
Acantholimon solidum är en triftväxtart som beskrevs av Karl Heinz Rechinger och Mogens Engell Köie. Acantholimon solidum ingår i släktet Acantholimon och familjen triftväxter. Inga underarter finns listade i Catalogue of Life.